# Cauchy (månekrater)
Cauchy er et nedslagskrater på Månen. Det befinder sig på Månens forside i det østlige Mare Tranquillitatis og er opkaldt efter den franske matematiker Augustin L. Cauchy (1789 – 1857).
Navnet blev officielt tildelt af den Internationale Astronomiske Union (IAU) i 1935. 

## Omgivelser
Lige nordøst for Cauchykraterets rand ligger den brede rille Rima Cauchy, en 210 kilometer lang kløft, der løber i retning mod nordvest.
Sydvest for krateret findes Rupes Cauchy, et 120 km langt brud i overfladen. Kraterranden løber parallelt med Rima Cauchy mod nordvest. Syd for Rupes Cauchy ligger de to skjoldvulkaner Omega (ω) Cauchy og Tau (τ) Cauchy, henholdsvis syd og sydvest for krateret. Hvert af dem har et småkrater på toppen. 

## Karakteristika
Krateret er cirkulært og symmetrisk, med en lille kraterbund i midten af de skrånende indre kratervægge. På grund af dette skålformede kraters høje albedo er det særdeles fremtrædende ved fuldmåne.

## Satellitkratere
De kratere, som kaldes satellitter, er små kratere beliggende i eller nær hovedkrateret. Deres dannelse er sædvanligvis sket uafhængigt af dette, men de får samme navn som hovedkrateret med tilføjelse af et stort bogstav. På kort over Månen er det en konvention at identificere dem ved at placere dette bogstav på den side af satellitkraterets midte, som ligger nærmest hovedkrateret. Cauchykrateret har følgende satellitkratere:

7|align="center"|F

| Cauchy | Længde  | Bredde  | Diameter |
| ------ | ------- | ------- | -------- |
| A      | 12,1° N | 37,9° Ø | 8 km     |
| B      | 9,8° N  | 35,8° Ø | 6 km     |
| C      | 8,2° N  | 38,9° Ø | 4 km     |
| D      | 10,0° N | 40,3° Ø | 9 km     |
| E      | 8,9° N  | 38,6° Ø | 4 km     |
| 9,6° N | 36,8° Ø | 4 km    |          |
| M      | 7,6° N  | 35,1° Ø | 5 km     |
| U      | 8,8° N  | 42,3° Ø | 5 km     |
| V      | 9,0° N  | 41,5° Ø | 5 km     |
| W      | 10,6° N | 41,6° Ø | 4 km     |

## Måneatlas
- Billeder af Cauchykrateret i LPI-måneatlasset